# ألويس ويبر (جندي)
ألويس ويبر (بالألمانية: Alois Weber)‏ هو جندي ألماني، ولد في 30 نوفمبر 1915 في Allgäu ‏ في ألمانيا، وتوفي في 19 يناير 2003.